# Ariane des Pays-Bas
Ariane des Pays-Bas, princesse d'Orange-Nassau, née le 10 avril 2007 à La Haye, est la troisième fille du roi Willem-Alexander et de la reine Máxima. Elle occupe la troisième place dans l'ordre de succession au trône des Pays-Bas.

## Famille
Troisième fille du roi Willem-Alexander et de la reine Máxima, la princesse Ariane est née le 10 avril 2007  à 21h56 à l'hôpital Bronovo de La Haye. Elle pèse alors 4,135 kg et mesure 52 centimètres. Le lendemain matin, la princesse fait sa première apparition publique avec son père à la télévision. Les prénoms du bébé sont annoncés le 13 avril.
Ariane a deux sœurs aînées, les princesses Catharina-Amalia et Alexia.

## Biographie

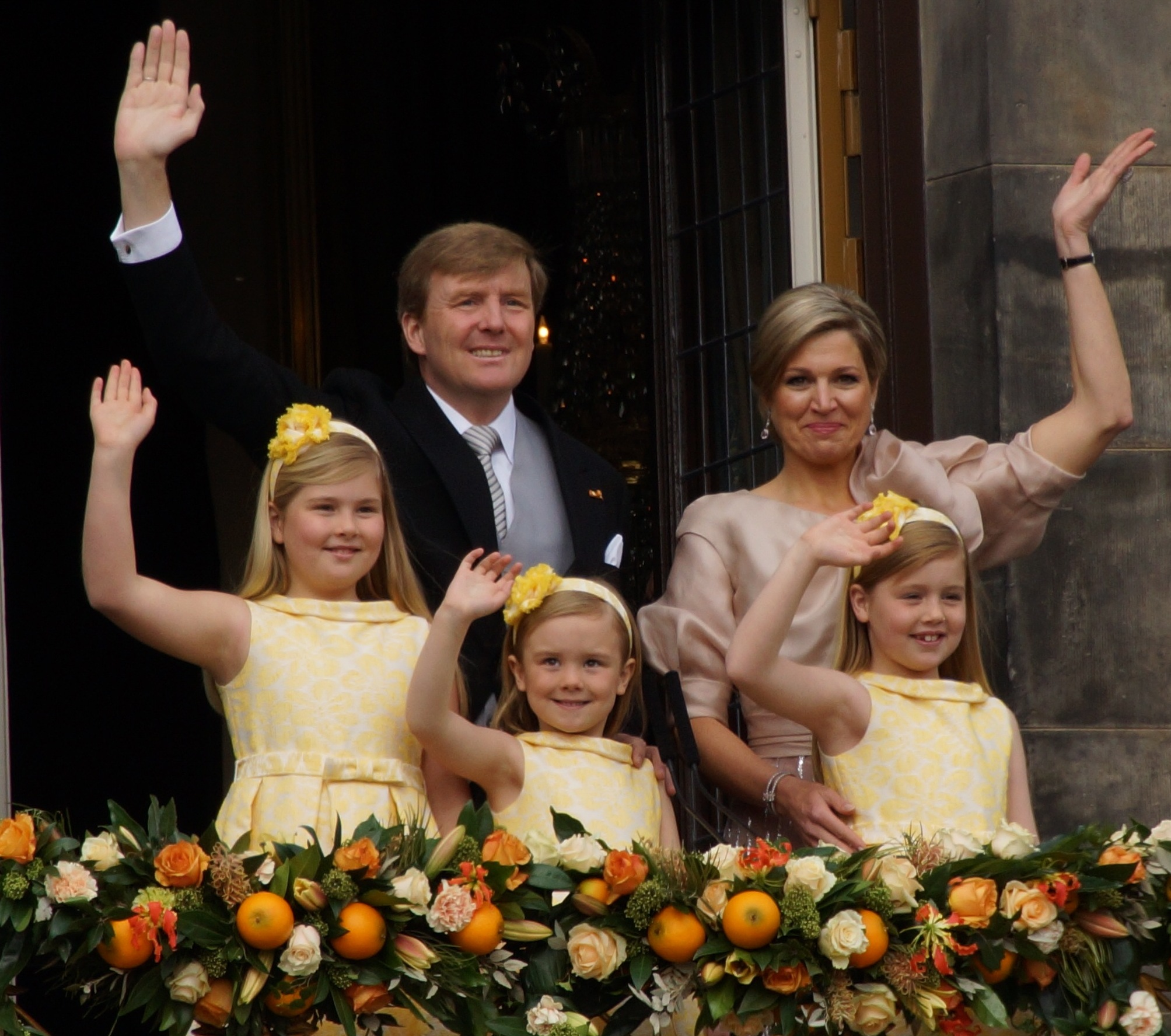
La famille royale, le 30 avril 2013.

La princesse Ariane a été baptisée le 20 octobre 2007 à l'église abbatiale de La Haye. Le vicaire Deodaat van der Boon a utilisé l'eau du Jourdain pour baptiser la princesse, qui portait la robe de baptême que la princesse Wilhelmine portait pour la première fois en 1880. 850 personnes ont été invitées à assister à la cérémonie, y compris le père de la princesse Máxima.
À cette occasion, la princesse Ariane reçut pour parrains et marraines Valeria Delger, Inés Zorreguieta (une de ses tantes), le grand-duc héritier Guillaume de Luxembourg, Tijo Baron Collot d'Escury et Anton Friling.
Ariane rentre le 11 avril 2011 à l'école primaire publique Bloemcamp (Bloemcampschool) à Wassenaar, puis au collège Christelijk Gymnasium Sorghvliet à La Haye à partir de l'année scolaire 2019-2020.
Elle poursuit ensuite ses études secondaires au United World College of the Adriatic un internat dans le village de Duino-Aurisina en Italie à partir de l'année scolaire entre 2023 et 2025. Son père Willem-Alexander et sa sœur aînée Alexia ont également terminé leurs études secondaires dans un UWC, mais au Pays de Galles.

## Ordre de succession

### Pays-Bas
Depuis 1982, la constitution néerlandaise applique la stricte primogéniture dans la succession au trône royal. À sa naissance en 2007, la princesse Ariane est l'héritière en quatrième place de la couronne des Pays-Bas. Depuis l'accession de son père au trône, le 30 avril 2013, elle occupe la troisième place dans l’ordre de succession, derrière ses sœurs aînées Catharina-Amalia et Alexia.

### Royaume-Uni
En tant que descendante de la princesse Augusta de Hanovre (1737-1813), sœur du roi George III du Royaume-Uni, la princesse Ariane apparaît également dans l'ordre de succession au trône britannique à une place qui change régulièrement en raison des naissances et décès des autres personnes présentes plus haut dans la liste.

## Titres et honneurs
- Depuis le 10 avril 2007 : Son Altesse Royale la princesse Ariane des Pays-Bas, princesse d'Orange-Nassau[4] avec prédicat d’altesse royale (décret no 41 du 25 janvier 2002).